# Верхнетальминское (болото)
Верхнетальминское — болото в Серовском и Ивдельском городских округах Свердловской области. Расположено в правобережье реки Лозьва, западнее посёлка Понил, находящегося на другом берегу Лозьвы. Площадь 48 км². Болото на большей части непроходимо, глубиной более 2 метров. По северной части болота протекает река Ваткуль, по южной — Тальма, впадающие в Лозьву восточнее. В южной части болота расположено озеро Верхнетальминское, через которое протекает река Тальма.